# Gesloten stad

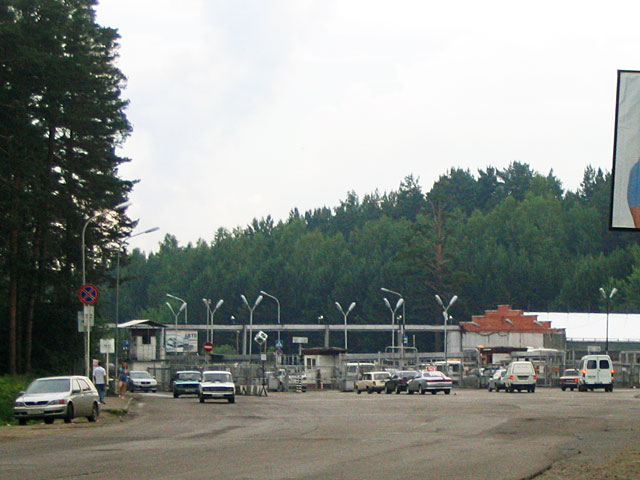
Toegangspoort naar de gesloten stad Seversk.

Gesloten stad is een term uit de Sovjettijd voor een stad met reis- en verblijfsrestricties. De officiële naam is "ЗАТО" (spreek uit als zato), een afkorting voor Gesloten Bestuurlijk-Territoriale Formaties (Russisch: закрытые административно-территориальные образования, zakrytye administrativno-territorial'nye obrazovania).

## Sovjettijd
Gesloten steden zijn te verdelen in twee categorieën; steden die gesloten zijn vanwege gevoelige (militaire of nucleaire) objecten en grenssteden gesloten uit veiligheidsoverwegingen (radar, militaire kazernes, etc.). Het was voor buitenlanders en in sommige gevallen ook voor Sovjetburgers verboden naar deze steden te reizen. Zo was het bijvoorbeeld voor Sovjetburgers (met uitzondering van de lokale bevolking) verboden te reizen naar het district Kaliningrad. De steden Sebastopol en Vladivostok waren gesloten vanwege hun marinehavens. Gorki was ook een gesloten stad, een reden om mensenrechtenactivist Andrej Sacharov hierheen te verbannen, zodat hij geen contact kon hebben met buitenlandse journalisten.
Enkele ZATO's waren helemaal geheim en werden ontworpen voor academische (Akademgorodok) of wetenschappelijke (Naoekograd) doeleinden. Vaak werden deze steden gebouwd door gedwongen tewerkstelling (goelag). Er zijn ongeveer veertig ZATO's waarvan het bestaan inmiddels bekend is en naar schatting vijftien nog altijd geheime. De belangrijkste steden werden na de val van de Sovjet-Unie geopend.

## Russische Federatie
Het huidige aantal gesloten steden in Rusland is officieel niet bekend, maar naar schatting leven nog tot twee miljoen mensen in deze steden. Steden die nog steeds gesloten zijn door Minatom (het Ministerie van Atoomenergie) zijn:
| Nr. | Stad           | Sovjetnaam      | Deelgebied             |
| --- | -------------- | --------------- | ---------------------- |
| 1   | Lesnoj         | Sverdlovsk-45   | oblast Sverdlovsk      |
| 2   | Novo-oeralsk   | Sverdlovsk-44   | oblast Sverdlovsk      |
| 3   | Ozjorsk¹       | Tsjeljabinsk-65 | oblast Tsjeljabinsk    |
| 4   | Sarov          | Arzamas-16      | oblast Nizjni Novgorod |
| 5   | Seversk        | Tomsk-7         | oblast Tomsk           |
| 6   | Snezjinsk      | Tsjeljabinsk-70 | oblast Tsjeljabinsk    |
| 7   | Trjochgorny    | Zlato-oest-36   | oblast Tsjeljabinsk    |
| 8   | Zaretsjny      | Penza-19        | oblast Penza           |
| 9   | Zelenogorsk    | Krasnojarsk-45  | kraj Krasnojarsk       |
| 10  | Zjeleznogorsk² | Krasnojarsk-26  | kraj Krasnojarsk       |

¹ In de buurt van deze stad (bij Kysjtym) gebeurde in 1957 een grote kernramp in de Majakfabriek.
² De grootste stad met 100.400 inwoners (1999).
Het Ministerie van Defensie heeft eveneens een aantal steden gesloten. Het officiële aantal is echter geheim.
Tot de overige gesloten steden behoren Bolsjoj Kamen, Fokino (Sjkotovo-17), Gadzjiejevo (Moermansk-130), Krasnokamensk (Golitsyno-2), Mezjgorje (Beloretsk-15 en 16), Mirny, Norilsk, Ostrovnoj, Poljarny, Radoezjny, Severomorsk, Sjichany, Snezjnogorsk (Moermansk-60), Trjochgorny (Zlato-oest-36), Viljoetsjinsk, Zaozjorsk (Moermansk-150) en Znamensk.
Sommige steden zijn open voor buitenlandse investeringen, maar reizigersverkeer is beperkt. Een voorbeeld hiervan is het Nuclear Cities Initiative (NCI), een gezamenlijk project van de Verenigde Staten en Rusland, waar de steden Sarov, Snezjinsk en Zjeleznogorsk deel van uitmaken.
Een aantal grensgebieden maakt deel uit van de zogenaamde grenszones van de FSB. Hiertoe behoren veel afgelegen plaatsen, zoals Tiksi en Pevek en bijvoorbeeld alle steden aan de "Poolcirkelspoorlijn" en het hele gebied ten noorden daarvan. In 1993 werd de grenszone op vijf kilometer breed gesteld (vanaf de grenslijn of kust), maar in 2004 heeft de FSB deze regel geschrapt en op veel plekken is sindsdien een groter gebied tot verboden gebied verklaard, hetgeen aan de noord- en oostgrens van Rusland kan oplopen tot tweehonderd kilometer breed. Sommige steden, zoals Norilsk, hebben zelf ook restricties opgelegd, waardoor daar buitenlandse reizigers en Russen van buiten het gebied die erheen willen, vaak met visabepalingen te maken krijgen.

## Estland
In de Sovjettijd:
- Paldiski en de Pakri-eilanden
- Sillamäe

## Kazachstan
- Bajkonoer
- Priozjorsk
- en nog een aantal andere plaatsen

## Kirgizië
In de Sovjettijd:
- Majluu Suu (uraniummijn, tot de jaren zeventig)

## Oekraïne
In Oekraïne was, buiten Sebastopol, óók Dnipro tot in de jaren negentig een gesloten stad.